# 유거 (광천왕)
광천왕 유거(廣川王 劉去, ? ~ 기원전 70년) 또는 유길(劉吉), 유거질(劉去疾) 은 중국 전한의 제후왕으로, 광천왕이다. 광천유왕 유제의 아들이다.

## 사적
광천유왕 45년(기원전 92년), 광천유왕이 죽자 조정에서는 유왕이 지은 죄 때문에 광천나라를 폐했으나, 무제가 형의 종묘를 단절시킬 수 없다 해 유왕의 태자로서 광천왕에 다시 봉해졌다.
유거는 역경·논어·효경에 능통했고 문사·방기·박혁·노래·연극을 좋아했다. 궁전 문에 용사 성경(成慶)의 그림을 그려두고 그 모습을 좋아해 칼을 차고 다녔다.
첩 중 왕소평(王昭平)·왕지여(王地餘)에게 왕후를 허했다. 병이 들었을 때 다른 첩 양성소신(陽成昭信)이 극진히 모셔 그를 사랑했다. 왕지여와 함께 놀다 왕지여가 칼을 가진 것을 보고 매로 문초하자 왕지여는 왕소평과 함께 양성소신을 암살하려 했다고 자백했다. 그러자 왕소평을 매로 문초했으나 왕소평이 시인하지 않자 철침으로 찔러 강제로 자백을 받아냈고, 첩들을 한데 모은 곳에서 자신은 왕지여를 찌르고 양성소신에게는 왕소평을 찔러 죽이게 했으며 또 누설될 것을 꺼려 종비 세 명을 교살했다. 양성소신이 꿈 속에서 왕지여와 왕소평이 자신을 고발하는 것을 봤다 하자 둘의 시체를 꺼내 태웠다.
이후 양성소신을 왕후로 세우고, 첩 중 도망경(陶望卿)을 수미부인으로 삼아 증백을 주관하고 최수성(崔脩成)을 명정부인으로 삼아 영항을 주관하게 했다. 양성소신이 여러 차례 도망경을 중상하자, 처음에는 믿지 않았으나 도망경이 화공에게 옷을 벗어 어깨와 등을 드러내고 낭리를 드나든다고 하자 점차 도망경에 대한 총애를 줄였다. 나중 연회 자리에서 유거는 도망경에게 분노했고, 이 틈에 양성소신이 도망경이 낭리들과 간통하는지 의심이 든다 하자 양성소신과 여러 첩을 거느리고 도망경의 거처로 들어가 첩들에게 달군 쇠로 도망경을 지지게 했다. 도망경이 달아나 우물에 뛰어들어 죽자, 양성소신이 도망경의 시체를 꺼내 코와 입술을 베고 혀를 끊고 생식기에 말뚝을 박았다. 유거는 양성소신과 함께 도망경의 지체를 해체하고 큰 가마솥에 넣어 복숭아 재와 독약과 함께 삶아서 여러 첩들에게 그 광경을 보게 하고 밤낮을 지나 완전히 물크러지게 했다. 또 도망경의 아우 도도(陶都)도 죽였다.
유거는 나중에 다른 희첩 영애(榮愛)와 함께 술을 마셨는데, 양성소신이 영애에게도 사통이 의심스럽다고 참언하자 영애가 지어 준 옷을 태웠다. 영애가 두려워 우물에 몸을 던졌으나 죽지 못하니 끌어올려 매로 문초해 의사와 간통한 것이 아니냐 했다. 그러고는 나무 기둥에 묶어두고 달군 칼로 두 눈을 결딴내고 납을 녹여 입에 부었다. 영애가 죽자 가시나무로 지체를 해체해 묻었다. 무릇 유거의 총애를 입은 첩들은 양성소신의 참언을 받아 죽었으니 그 수효가 14명이었고, 모두 태후가 거처하는 장수궁에 묻으니 궁인들은 이를 보고 감히 양성소신에게 거스르지 못했다.
총애를 오로지하게 된 양성소신은 명정부인이 첩들을 잘 단속하지 못한다며 나이 많은 여종에게 복야를 맡겨 영항을 주관하게 하고 모든 집 문을 걸어잠가, 뒤에서 피리를 불되 주연에는 나오지 못하게 했다. 유거는 이를 불쌍히 여겨 노래를 불렀고, 양성소신에게 북을 치게 하고 첩들에게 노래를 가르쳐 부르게 했으나, 노래가 끝나면 다시 영항으로 돌려보내 문을 봉했다. 다만 양성소신의 언니 승화부인(乘華夫人)만이 조석으로 조현했다.
유거가 열너덧살 때 역경을 가르친 스승이 자주 유거에게 간하자, 유거는 스승을 내쫓았다. 내사가 스승을 불러들이자, 스승은 내사에게 자주 왕가에 금령을 내리게 했고, 유거는 사람을 시켜 스승 부자를 죽였으나 들통나지 않았다. 나중에 유거가 음악가와 배우를 불러 벌거벗고 즐기게 했는데, 광천상 강(彊)이 음악가 난(蘭)을 묶고 조사에 들어갔다. 난은 왕이 도망경과 도도에게 가무를 가르쳤다 했고, 광천상이 도망경과 도도를 부르자 유거는 둘이 간통해 자결했다고 해 벌을 면했다. 그러나 도망경을 삶았기에, 다른 시체를 가져다가 도도의 시체와 함께 어미에게 줬고, 어미는 “도도는 맞지만, 도망경은 아닙니다!”라 하며 곡하고 그 시체[死]를 구했다. 양성소신은 종을 시켜 도망경 자매의 어미를 죽였다. 그 종은 체포되어 이 사건을 진술했다. 이에, 본시 3년(기원전 71년), 광천상과 내사가 이 일을 아뢨고, 선제는 대홍려·승상장사·어사승·정위정을 보내 거록의 옥사를 조사하게 하고, 이들은 주청해 유거와 양성소신을 사로잡게 했다. 유사가 유거를 주살하도록 청하자, 황제는 열후와 중이천석·이천석·박사들과 일을 의논하게 하고, 그 결과 유거를 마땅히 주륙해 그 시체를 대중에 공개해야 한다고 했다. 그러나 선제는 왕을 차마 법으로 다스릴 수 없다 하여, 결국은 유거를 왕 자리에서 내쫓고 처자와 함께 상용으로 옮겼다. 또 탕목읍 1백 호를 줬다. 그러나 유거는 가는 길에 자살했고, 양성소신은 기시됐다.
광천왕을 지내던 중 위나라 양왕·진나라 영공·원앙 등 수많은 인물의 무덤을 도굴하였다.